# Out of This World
Out of This World – czwarta płyta zespołu Europe. Jest to pierwsza płyta na której nie gra John Norum, którego zastąpił Kee Marcello.

## Lista utworów
1. "Superstitious" (Joey Tempest) – 4:35
2. "Let the Good Times Rock" (Tempest) – 4:04
3. "Open Your Heart" (Tempest) – 4:04
4. "More Than Meets the Eye" (Tempest, Kee Marcello, Mic Michaeli) – 3:20
5. "Coast to Coast" (Tempest, Marcello, Michaeli) – 4:00
6. "Ready or Not" (Tempest) – 4:05
7. "Sign of the Times" (Tempest) – 4:15
8. "Just the Beginning" (Tempest, Marcello) – 4:32
9. "Never Say Die" (Tempest) – 4:00
10. "Lights and Shadows" (Tempest) – 4:04
11. "Tower's Callin'" (Tempest) – 3:48
12. "Tomorrow" (Tempest) – 3:04

## Twórcy
- Joey Tempest – śpiew, pianino na "Tomorrow"
- Kee Marcello – gitary, śpiew w tle
- John Levén – gitara basowa
- Mic Michaeli – keyboardy, śpiew w tle
- Ian Haugland – perkusja, śpiew w tle

### Sesyjnie
- Keith Morell – śpiew w tle na "Coast to Coast" i "Just the Beginning"